# 旧豊田佐助邸
旧豊田佐助邸（きゅうとよださすけてい）は、豊田自動織機創業者である豊田佐吉の実弟、豊田佐助の旧邸宅である。

## 概要
建物は1923年（大正12年）に建築されたもので、木造2階建の洋館と和館から成る。白いタイル張りの洋館を主屋にこの2棟は接続しており、和洋折衷の建築となっている。
1945年（昭和20年）には、米軍に接収され、高級将校用住宅として使用されていたが、1970年（昭和45年）よりアイシンの所有となっている。また、1995年（平成7年）より、名古屋市が無償で借受け一般公開している。
2011年（平成23年）10月17日には名古屋市の認定地域建造物資産に認定されたほか、歴史的建造物などが多く残る文化のみちエリアの一部となっている。

## 交通アクセス
- 名古屋市営地下鉄桜通線「高岳駅」下車、徒歩約15分[2]
- メーグル「文化のみち二葉館」下車、徒歩約4分[2]
- 基幹バス「清水口」下車、徒歩4分[2]